# Rubbens (stokerij)
Jeneverstokerij Rubbens is een Belgisch bedrijf voor de productie van jenever. Het is voor het grootste deel van zijn geschiedenis een familiebedrijf, in handen van de familie Rubbens en gevestigd in Zele. Sinds 2014 zijn de bedrijfsgebouwen in Zele verlaten en is het bedrijf actief op een nieuwe locatie in Wichelen. 

## Bedrijfsgeschiedenis

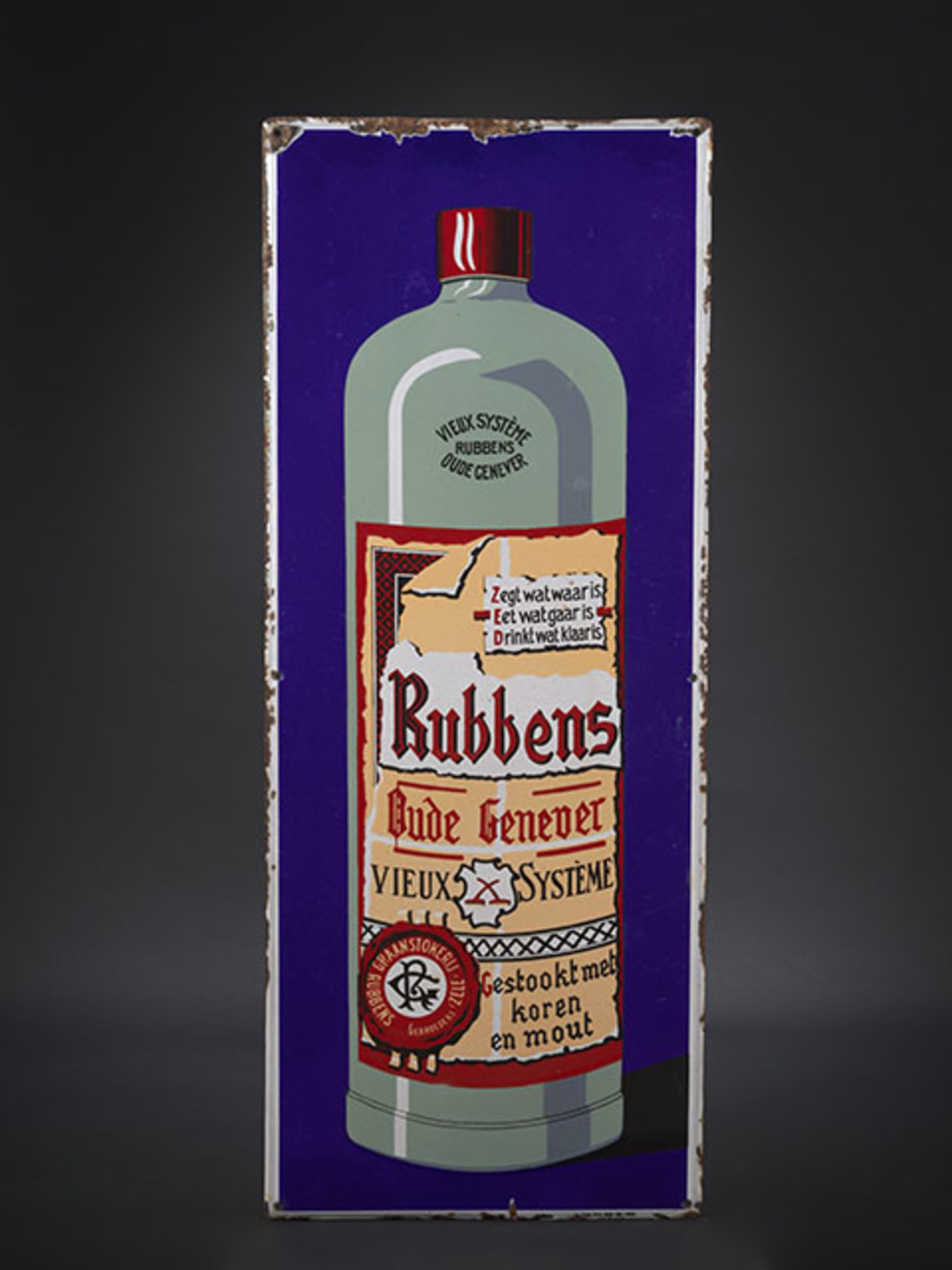
Emailbord van Stokerij Rubbens uit 1932. Bewaard in de collectie van het Jenevermuseum in Hasselt.

De landbouwstokerij werd in 1817 gesticht in het Oost-Vlaamse Zele door Melchior Singeleyn. Aanvankelijk was het een landbouwbedrijf dat zijn graanoverschotten verwerkte tot alcohol. In 1872 werden, onder leiding van Charles of Karel Rubbens, de landbouwactiviteiten afgebouwd ten voordele van de uitbouw van de stokerij. Er werden in 1877 nieuwe gebouwen opgetrokken voor de opslag en verwerking van grotere hoeveelheden graan tot jenever, met een industriële stoomstookinstallatie en een ronde bakstenen schouw. Charles Rubbens gaf ook zijn naam aan het bedrijf. In 1880 werkten er drie mensen in de stokerij. Charles Rubbens verwierf regelmatig extra gronden voor het bedrijf via aankopen en erfenis.
Na zijn overlijden in 1910 leidde zijn weduwe Dymphna Callebaut het landbouwbedrijf en de stokerij, tot zonen Jean en Benoit Rubbens het bedrijf overnamen in 1911. Benoit stond in voor de administratie en verkoop. Jean was afgestudeerd als landbouwingenieur en nam de technische kant op zich. Samen moderniseerden zij na de Eerste Wereldoorlog het bedrijf, dat dan gekend is onder de naam Likeurstokerij Rubbens Gebr. In 1920 waren er 5 mensen in dienst.
Tijdens de Tweede Wereldoorlog draaide de stokerij op een laag pitje door de rantsoenering van grondstoffen. Na de Tweede Wereldoorlog kwam de leiding in handen van de dochters van Jean, Elisabeth en Martha Rubbens. Samen met hun echtgenoten bouwden zij de stokerij verder uit. In 1950 kwamen er nieuwe magazijnen en werd de mechanisatie van de productie verbeterd.
In 2008 verkocht de familie Stokerij Rubbens aan landbouwer Dirk Beck uit Sint-Gillis-Waas. Om de productiecapaciteit uit te breiden, verhuisde de distilleerderij tussen 2009 en 2014 volledig naar de industriële site van het voormalige staalbedrijf draadtrekkerij N.V. Produrac in Wichelen. Dirk Beck combineert de exploitatie van de stokerij met het landbouwbedrijf in een kringloop: de granen geproduceerd door het landbouwbedrijf gaan naar de destilleerderij voor de productie van alcohol; het residu uit dat productieproces wordt nadien gebruikt als veevoeder. Zijn zoon Hendrik Beck is in 2021 eveneens actief in het bedrijf als medezaakvoerder.

## Productie
De eerste productie betreft graanjenever die in witstenen kruiken en op eikenhouten vaten van 30 of 50 liter werd verkocht, onder andere aan winkeliers en herbergen. 
Onder leiding van Jean en Benoit Rubbens vanaf 1911 kent het bedrijf een eerste grote bloei dankzij de productie van de jenever 'Vieux-Système'. De productie werd door hen sterk gediversifieerd met onder meer likeuren. Het eigenlijke stoken werd afgebouwd en er werd meer gewerkt met ingevoerde alcohol en eigen destillaten.
In 2021 telde het gamma van Stokerij Rubbens ruim 120 producten onder verschillende merknamen, van jenever en gin, over aperitieven, likeuren en absint tot zelfs niet-alcoholische siropen. In dat jaar start ook de productie van bier.

## Gebouwen

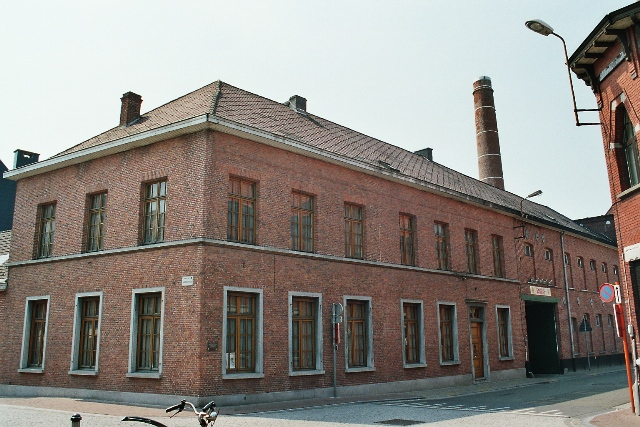
Bedrijfsgebouw van Stokerij Rubbens in 2006, Inventaris Onroerend Erfgoed.

De oorspronkelijke stokerij die in 1872 gebouwd werd op hoek van de Langemuntstraat met de Oudburgstraat, werd na de verhuis van het bedrijf verbouwd tot appartementsblok. De originele gevel, een bekend dorpsgezicht in het centrum van Zele, werd bij deze herbestemming behouden. Naast 25 appartementen en 4 gezinswoningen kwam er ook een handelspand. Het project kreeg de naam De Stokerij. De gevel van het bijhorende herenhuis, met jaartal 1817 in de deuromlijsting, was beschermd als bouwkundig erfgoed maar de bescherming is in 2023 opgeheven.

## Trivia
Het logo van Stokerij Rubbens bevat een zeepaardje. Dit zou komen omdat de hyppocampus - het deel van de hersenen dat door alcohol beïnvloed wordt - de vorm heeft van dat dier.
Stokerij Rubbens liet zich opmerken met zijn emailborden voor de publiciteit van de producten. Het bedrijf bestelde in 1949 bij Émaillerie Belge een reeks van zes emailborden, in een oplage van telkens 55 exemplaren, waarvan er vele in verzamelingen bewaard zijn gebleven.